# Aeroporto Comandante Ngueto
O Aeroporto Comandante Ngueto, também conhecido como Aeroporto de Nadalatando, é um aeroporto situado em Nadalatando, em Angola.
A pista têm cerca de 2.000 metros de comprimento.
Homenageia a José Domingos Baptista Cordeiro, mais conhecido como "Comandante Ngueto", um dos mais destacados militares de Angola, morto em um acidente de helicóptero em 2002, nas redondezas de Nadalatando.